# Spieraam

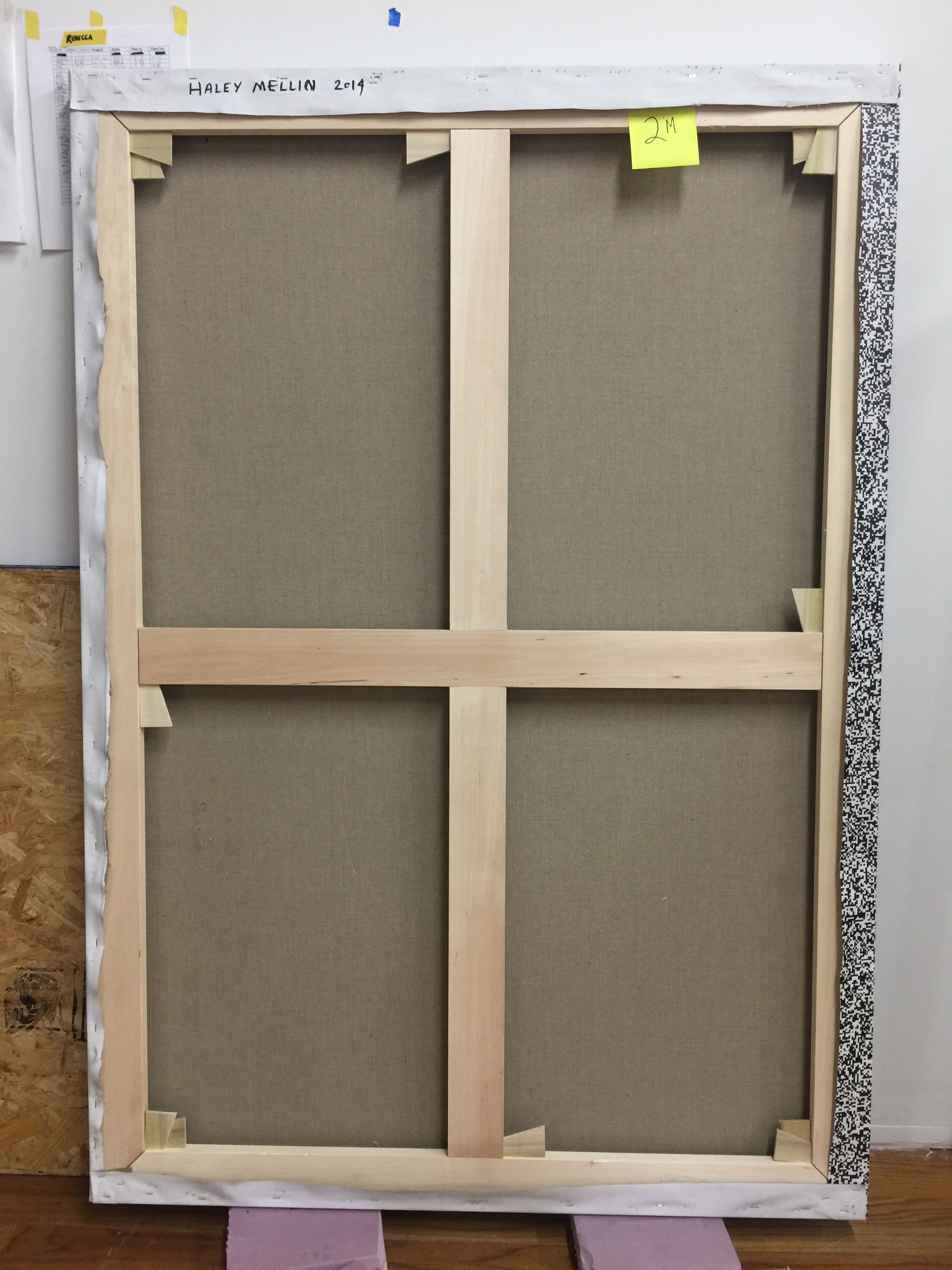
Een spieraam met dwarslatten en de wiggen in de hoeken

Een spieraam (of spanraam) is het raamwerk achter een schildersdoek.
Het eenvoudig spieraam bestaat uit vier latten die een rechthoek vormen. De spielatten hebben aan de buitenrand, aan de voorzijde waar zij het doek zullen raken, een ronde opstaande rand opdat het contact met het schildersdoek aan de voorzijde tot een minimum beperkt wordt. Dit is omdat er anders tijdens het schilderen een storende baan zou ontstaan ter breedte van de latten.
In de hoeken zijn de latten van het spieraam in geringe mate ten opzichte van elkaar te verschuiven door middel van spietjes of wiggen. Door voorzichtig aan de achterzijde de spietjes iets aan te tikken met een hamertje kan een slaphangend doek weer gespannen worden. Bij grote doeken van meer dan tachtig bij tachtig centimeter heeft het spieraam vaak één of meer dwarsverbindingen; dit dient om het kromtrekken van het spieraam tegen te gaan.
Spieramen zijn in verschillende afmetingen en dikten te koop bij winkels voor kunstenaarsbenodigdheden. Tegenwoordig bestaan er ook met aluminium strippen verstevigde spielatten en zelfs geheel van aluminium gemaakte ramen. Dit is interessant omdat er bij het opspannen en prepareren grote trekspanning kan ontstaan, waardoor er bij houten spieramen altijd een gevaar van kromtrekken bestaat. Ook nadat het schilderij gereed is kan een scheef op de grond staand doek dat onregelmatig verwarmd wordt snel scheeftrekken.

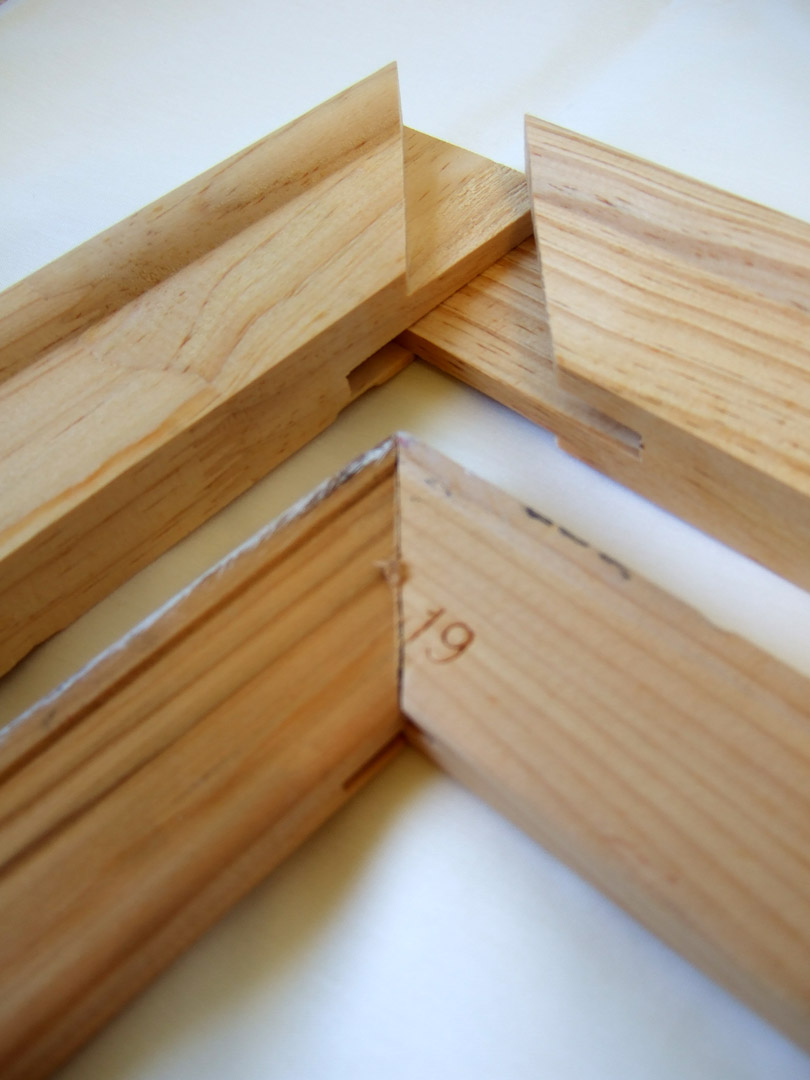
De hoeken van een spieraam

Het opspannen van een spieraam en het op de juiste wijze prepareren van het onbewerkte doek (linnen, halflinnen of katoen) is een kunst op zich, die tot voor kort tot het ambachtelijke werk van een kunstschilder behoorde. Er worden tegenwoordig in allerlei winkels ook spieramen verkocht die al voorzien zijn van voorgeprepareerd doek.

## Voetnoot
1. ↑  Enkelvoud: spie; meervoud: spieën; verkleinwoord spietje; meervoud: spietjes.